# Sting-diszkográfia
Ezen az oldalon Sting brit szólóénekes teljes diszkográfiája olvasható. Sting a mai napig 10 stúdióalbumot, 4 koncertalbumot, 3 válogatásalbumot és 43 kislemezt jelentetett meg.

## Albumok

### Stúdióalbumok
| 1985                                                                                                   | The Dream of the Blue Turtles - Kiadó: A&M Records    | 2  | 3  | 6  | 13 | —  | —  | —  | 5  | —  | 4  | — | —  | —  | - BPI: 2x multi-platina |
| 1987                                                                                                   | ...Nothing Like the Sun - Kiadó: A&M Records          | 9  | 1  | 3  | 3  | —  | —  | —  | 7  | —  | 2  | — | —  | 33 | - UK: platina           |
| 1991                                                                                                   | The Soul Cages - Kiadó: A&M Records                   | 2  | 1  | 1  | 3  | —  | —  | —  | 4  | —  | 2  | — | —  | 3  | - UK: aranylemez        |
| 1993                                                                                                   | Ten Summoner's Tales - Kiadó: A&M Records             | 2  | 2  | 3  | 1  | —  | 5  | —  | 10 | 31 | 3  | — | 22 | 9  | - UK: 2x multi-platina  |
| 1996                                                                                                   | Mercury Falling - Kiadó: A&M Records                  | 5  | 4  | 1  | 1  | 35 | 3  | 4  | 2  | 1  | 4  | — | 7  | 14 | - UK: platina           |
| 1999                                                                                                   | Brand New Day' - Kiadó: A&M Records                   | 9  | 5  | 2  | 1  | 3  | 7  | 4  | 4  | 1  | 1  | 3 | 16 | 21 | - UK: platina           |
| 2003                                                                                                   | Sacred Love - Kiadó: A&M Records                      | 3  | 3  | 1  | 2  | 5  | 3  | 6  | 3  | 8  | 3  | 1 | 13 | 13 | - UK: aranylemez        |
| 2006                                                                                                   | Songs from the Labyrinth - Kiadó: Deutsche Grammophon | 25 | 24 | 31 | 40 | 20 | 39 | 38 | 30 | —  | —  | 7 | —  | —  |                         |
| 2009                                                                                                   | If On A Winter's Night - Kiadó: Deutsche Grammophon   | 6  | 15 | 13 | 12 | 8  | 10 | 5  | 12 | 28 | 18 | 4 | —  | 58 | - US: aranylemez        |
| 2010                                                                                                   | Symphonicities - Kiadó: Deutsche Grammophon           | 6  | 30 | 15 | 19 | 10 | 31 | —  | 45 | —  | —  | — | —  | 40 |                         |
| 2013                                                                                                   | The Last Ship - Kiadó:                                | —  | —  | —  | —  | —  | —  | —  | —  | —  | —  | — | —  | —  |                         |
| A "—" jel azt jelenti, hogy az adott országban nem volt helyezése az albumnak, vagy nem is jelent meg. |                                                       |    |    |    |    |    |    |    |    |    |    |   |    |    |                         |

### Ep-k
| Év   | EP | Slágerlista | Slágerlista | Slágerlista | Slágerlista |
| Év   | EP | UK          | US          | NL          | SWI         |
| ---- | --- | ----------- | ----------- | ----------- | ----------- |
| 1988 | Nada Como el Sol - Megjelent: 1988. február 16. - Kiadó: A&M Records | —           | —           | —           | 18          |
| 1993 | Demolition Man - Megjelent: 1993. szeptember 21. - Kiadó: A&M Records | 21          | 162         | 70          | —           |
| 1996 | Live at TFI Friday EP - Megjelent: 1996. június 14. - Kiadó: A&M Records | 53          | —           | —           | —           |
| 2001 | Still Be Love in the World - Megjelent: 2001. március 1. - Kiadó: A&M Records - Csak az Egyesült Államokban forgalmazták a Target üzleteiben és csak rövid ideig. - Digitális letöltés formátumban is elérhető. | —           | —           | —           | —           |

Megjegyzés: In UK  the Extended plays are listed on the Singles Chart, not on the Albums Chart as in both US, Netherlands and Switzerland. 

### Koncertalbumok
| 1986                                                                                                   | Bring On the Night - Kiadó: A&M Records                    | —  | 16  | 11 | 9  | —   | —  | —  | 28 | —  | 19 | — | —  | - UK: ezüstlemez |
| 1991                                                                                                   | Acoustic Live in Newcastle - Kiadó: A&M Records            | —  | —   | —  | —  | —   | —  | —  | —  | —  | —  | — | —  |                  |
| 2001                                                                                                   | ...All This Time - Kiadó: A&M Records                      | 32 | 3   | 10 | 10 | 7   | 12 | 16 | 29 | 22 | 17 | 4 | 21 | - UK: aranylemez |
| 2007                                                                                                   | The Journey and the Labyrinth - Kiadó: Deutsche Grammophon | —  | —   | —  | —  | —   | —  | —  | —  | —  | —  | — | —  |                  |
| 2010                                                                                                   | Live in Berlin - Kiadó: Deutsche Grammophon                | —  | 180 | 60 | 22 | 121 | 16 | 55 | —  | 13 | —  | — | —  |                  |
| A "—" jel azt jelenti, hogy az adott országban nem volt helyezése az albumnak, vagy nem is jelent meg. |                                                            |    |     |    |    |     |    |    |    |    |    |   |    |                  |

### Válogatásalbumok
| 1994                                                                                                   | Fields of Gold: The Best of Sting 1984-1994 - Megjelent: 1994. november - Kiadó: A&M Records | 7  | 2 | 5  | 7 | 5  | 15 | 5  | — | 5 | — | 5 | 20 | - US: 2× platinalemez - UK: 3× platinalemez |
| 1997                                                                                                   | The Very Best of Sting & The Police - Megjelent: 1997. november - Label: A&M Records         | 46 | 1 | 17 | 4 | 17 | 14 | 26 | 8 | — | 4 | 5 | 22 | - US: aranylemez - UK: platinalemez         |
| 1999                                                                                                   | At the Movies - Megjelent: 1999 - Kiadó: A&M Records                                         |    |   |    |   |    |    |    |   |   |   |   |    |                                             |
| A "—" jel azt jelenti, hogy az adott országban nem volt helyezése az albumnak, vagy nem is jelent meg. |                                                                                              |    |   |    |   |    |    |    |   |   |   |   |    |                                             |

### Filmzenék
| Év   | Cím                                                      | Billboard album 200 | UK Top 100 | RIAA | BPI |
| ---- | -------------------------------------------------------- | ------------------- | ---------- | ---- | --- |
| 1982 | The Secret Policeman's Other Balls - The Music           | -                   | -          | -    | -   |
| 1990 | For Our Children                                         | -                   | -          | -    | -   |
| 1993 | Demolition Man                                           | 162                 | -          | -    | -   |
| 1993 | Three of Hearts                                          |                     | -          | -    | -   |
| 1995 | The Living Sea: Soundtrack from the IMAX Film            | -                   | -          | -    | -   |
| 1995 | Las Vegas, végállomás (Leaving Las Vegas)                | -                   | -          | -    | -   |
| 1995 | Sabrina: Original Motion Picture Soundtrack              | -                   | -          | -    | -   |
| 1998 | Az óriás (The Mighty)                                    | -                   | -          | -    | -   |
| 1998 | Vágyaim netovábbja (The Object of My Affection)          | -                   | -          | -    | -   |
| 1999 | A Thomas Crown-ügy                                       | -                   | -          | -    | -   |
| 2000 | Dolphins: Soundtrack From The IMAX Theatre Film          | -                   | -          | -    | -   |
| 2001 | Kate és Leopold (Kate & Leopold)                         | -                   | -          | -    | -   |
| 2005 | Pata csata (Racing Stripes)                              | -                   | -          | -    | -   |
| 2006 | Rogue's Gallery: Pirate Ballads, Sea Songs, and Chanteys | -                   | -          | -    | -   |

## Kislemezek
| 1982 | Spread a Little Happiness                                   | —   | —  | —  | 16 | —  | —  | —  | Brimstone and Treacle (filmzene)            |
| 1985 | If You Love Somebody Set Them Free                          | 3   | 39 | —  | 26 | 23 | —  | 7  | The Dream of the Blue Turtles               |
| 1985 | Love Is the Seventh Wave                                    | 17  | 20 | —  | 41 | 30 | —  | —  | The Dream of the Blue Turtles               |
| 1985 | Fortress Around Your Heart                                  | 8   | 32 | —  | 49 | —  | —  | —  | The Dream of the Blue Turtles               |
| 1985 | Russians                                                    | 16  | —  | —  | 12 | 2  | 4  | 2  | The Dream of the Blue Turtles               |
| 1986 | Moon Over Bourbon Street                                    | —   | —  | —  | 44 | —  | —  | —  | The Dream of the Blue Turtles               |
| 1987 | We'll Be Together                                           | 7   | —  | —  | 41 | 46 | —  | 5  | ...Nothing Like the Sun                     |
| 1988 | Englishman in New York                                      | 84  | 48 | —  | 51 | 30 | —  | —  | ...Nothing Like the Sun                     |
| 1988 | Be Still My Beating Heart                                   | 15  | 37 | —  | —  | —  | —  | —  | ...Nothing Like the Sun                     |
| 1988 | Fragile                                                     | —   | —  | —  | 70 | —  | 92 | 29 | ...Nothing Like the Sun                     |
| 1988 | They Dance Alone                                            | —   | —  | —  | 94 | —  | 66 | 24 | ...Nothing Like the Sun                     |
| 1990 | Englishman in New York (remix)                              | —   | —  | —  | 15 | —  | 20 | —  | Nem szerepelt albumon                       |
| 1991 | All This Time                                               | 5   | 9  | 1  | 22 | 21 | 23 | 4  | The Soul Cages                              |
| 1991 | Mad About You                                               | —   | —  | —  | 56 | —  | 59 | 13 | The Soul Cages                              |
| 1991 | The Soul Cages                                              | —   | —  | 9  | 57 | —  | —  | —  | The Soul Cages                              |
| 1991 | Why Should I Cry for You                                    | —   | —  | —  | —  | 38 | —  | —  | The Soul Cages                              |
| 1992 | It's Probably Me (közreműködik: Eric Clapton)               | 47  | 47 | 20 | 30 | 4  | —  | 1  | Ten Summoner's Tales                        |
| 1993 | If I Ever Lose My Faith in You                              | 17  | 8  | —  | 14 | 39 | 31 | 1  | Ten Summoner's Tales                        |
| 1993 | Seven Days                                                  | —   | —  | —  | 25 | —  | —  | 22 | Ten Summoner's Tales                        |
| 1993 | Fields of Gold                                              | 23  | 2  | —  | 16 | —  | 52 | —  | Ten Summoner's Tales                        |
| 1993 | Shape of My Heart                                           | —   | —  | —  | 57 | —  | —  | —  | Ten Summoner's Tales                        |
| 1993 | Love Is Stronger Than Justice (The Munificent Seven)        | —   | —  | —  | —  | —  | 75 | —  | Ten Summoner's Tales                        |
| 1993 | Demolition Man                                              | —   | —  | —  | 21 | —  | —  | —  | Demolition Man (filmzene)                   |
| 1994 | All for Love (közreműködik: Bryan Adams és Rod Stewart)     | 1   | —  | —  | 2  | 7  | 1  | 1  | The Three Musketeers (soundtrack)           |
| 1994 | Nothing 'Bout Me                                            | 57  | 17 | —  | 32 | —  | —  | —  | Ten Summoner's Tales                        |
| 1994 | When We Dance                                               | 38  | 12 | —  | 9  | —  | 51 | 13 | Fields of Gold: The Best of Sting 1984-1994 |
| 1995 | This Cowboy Song                                            | —   | —  | —  | 15 | —  | 51 | —  | Fields of Gold: The Best of Sting 1984-1994 |
| 1996 | Spirits in the Material World (közreműködik: Pato Banton)   | —   | —  | —  | 36 | —  | —  | —  | Ace Ventura (filmzene)                      |
| 1996 | Let Your Soul Be Your Pilot                                 | 86  | —  | —  | 15 | —  | 58 | 20 | Mercury Falling                             |
| 1996 | You Still Touch Me                                          | 60  | 21 | —  | 27 | —  | —  | —  | Mercury Falling                             |
| 1996 | I Was Brought to My Senses                                  | —   | —  | —  | 31 | —  | —  | —  | Mercury Falling                             |
| 1996 | I'm So Happy I Can't Stop Crying                            | 94  | —  | —  | 54 | —  | 74 | —  | Mercury Falling                             |
| 1997 | Roxanne '97                                                 | 59  | —  | —  | 17 | —  | —  | 15 | The Very Best of Sting & The Police         |
| 1999 | Brand New Day                                               | 100 | —  | —  | 13 | 73 | 54 | 10 | Brand New Day                               |
| 2000 | Desert Rose (közreműködik: Cheb Mami)                       | 17  | 22 | —  | 15 | 6  | 7  | 3  | Brand New Day                               |
| 2000 | After the Rain Has Fallen                                   | —   | 19 | —  | 31 | 89 | 64 | 18 | Brand New Day                               |
| 2000 | My Funny Friend And Me                                      | —   | 24 | —  | —  | —  | —  | —  | The Emperor's New Groove (filmzene)         |
| 2001 | Until                                                       | —   | —  | —  | —  | —  | —  | —  | Kate and Leopold (filmzene)                 |
| 2003 | Send Your Love                                              | —   | 29 | —  | 30 | —  | 24 | 8  | Sacred Love                                 |
| 2003 | Whenever I Say Your Name (közreműködik: Mary J. Blige)      | —   | —  | —  | 60 | —  | —  | —  | Sacred Love                                 |
| 2004 | Stolen Car (Take Me Dancing) (közreműködik: Twista)         | —   | —  | —  | 60 | —  | 54 | 56 | Sacred Love                                 |
| 2005 | Taking the Inside Rail                                      | —   | —  | —  | —  | —  | —  | —  | Racing Stripes (filmzene)                   |
| 2009 | Soul Cake                                                   | —   | —  | —  | —  | —  | —  | 19 | If on a Winter's Night...                   |
| 2010 | "Every Little Thing She Does Is Magic" (London '10 Version) | —   | —  | —  | —  | —  | —  | —  | Symphonicities                              |
| A "—" jel azt jelenti, hogy az adott országban nem volt helyezése a kislemeznek, vagy nem is jelent meg. |                                                             |     |    |    |    |    |    |    |                                             |

## B-oldalas dalok
| Év   | Cím                                          | Melyik albumon jelent meg |
| ---- | -------------------------------------------- | --- |
| 1985 | Another Day (Sting dal)                      | Bring On The Night |
| 1996 | Beneath A Desert Moon                        | lemaradt a Mercury Falling c. lemezről |
| 1987 | Conversation With A Dog                      | We'll Be Together B-oldalán |
| 2001 | Desert Rose demo verzió                      | |
| 1999 | End Of The Game                              | Brand New Day (19 mp-es bemutató) |
| 2001 | Fill Her Up - eredeti verzió                 | |
| 1985 | Gabriel's Message                            | Russians (kislemez), A Very Special Christmas (válogatásalbum)                                                                               |
| 1987 | Ghost In The Strand                          | Englishman in New York |
| 1996 | Giacomo's Blues                              | |
| 1987 | If You There                                 | They Dance Alone, Englishman in New York |
| 1991 | I Miss You Kate                              | All This Time (kislemez), a Saint Augustin In Hell című dalban is felfedezhetők a futamai                                                    |
| 1993 | January Stars/Everybody Laughed But You      | If I Ever Lose My Faith In You (kislemez), Seven Days (kislemez)                                                                             |
| 1996 | Lullaby To An Anxious Child                  | You Still Touch Me (kislemez), |
| 1986 | Night Mix Medley                             | Russians (kislemez) |
| 1991 | Oh La La Hugh                                | |
| 1993 | Purple Haze                                  | a The Soul Cages turnén hangzott el (Jimmy Hendrix dala)                                                                                     |
| 1995 | Take Me To The Sunshine                      | |
| 1991 | Tempted/ Ne Me Quittes Pas (koncertfelvétel) | a Nothing Like The Sun turnén rögzítették |
| 1985 | The Ballad Of Mac The Knife                  | a Moon Of Bourbon Street B-oldalára is felkerült (Kurt Weil-dal), Lost In The Stars: A Tribute To Kurt Weil                                  |
| 1996 | The Bed's Too Big Without You'96             | Let Your Soul Be Your Pilot (kislemez), The Police-dal                                                                                       |
| 1996 | This Was Never Meant To Be                   | a Groteszk című film betétdala, Mercury Falling című kislemezen is megtalálható                                                              |
| 1987 | Up From The Skies                            | a Englishman in New York egyik változatán |
| 1993 | We Work The Black Seam '93                   | eredetileg a The Dream Of The Blue Turtles című albumon jelent meg, majd az If I Ever Lose My Faith In You című kislemez egyik változatán is |

## Videók, DVD-k
| Megjelenés dátuma | Cím                                  | Kiadó         | Típus | Ország |
| ----------------- | ------------------------------------ | ------------- | ----- | ------ |
| 2003              | Inside The Songs Of Sacred Love Tour | A&M Records   | DVD   | UK     |
| 2003              | Inside The Songs Of Sacred Love      | A&M Records   | DVD   | UK     |
| 2005              | Bring On The Night                   | A&M Records   | DVD   | UK     |
| 2005. október 1.  | Inside Out On The Sacred Love Tour   | www.sting.com | DVD   | UK     |
| 2001              | All This Time                        | A&M Records   | DVD   | UK     |
| 2000              | Live From Universal Amphiteatre      | A&M Records   | DVD   | UK     |
| 1999. február 2.  | Music For Monserrat                  |               | DVD   | UK     |
| 1997. október 1.  | The Very Best Of Sting & The Police  | A&M Records   | VHS   | UK     |
| 1995. március 1.  | Summoner's Travels                   | A&M Records   | VHS   | UK     |
| 1994.             | Fields Of Gold 1984-1994             | A&M Records   | VHS   | UK     |
| 1993. március 1.  | Ten Summoner's Tales                 | A&M Records   | VHS   | UK     |
| 1991              | Sting Unplugged                      | A&M Records   | VHS   | UK     |
| 1991              | The Soul Cages Concert               | A&M Records   | VHS   | UK     |
| 1988. február 1.  | Sting: The Videos                    | A&M Records   | VHS   | UK     |

## Külső hivatkozások
- hivatalos Sting-diszkográfia